# Bleichenbrücke

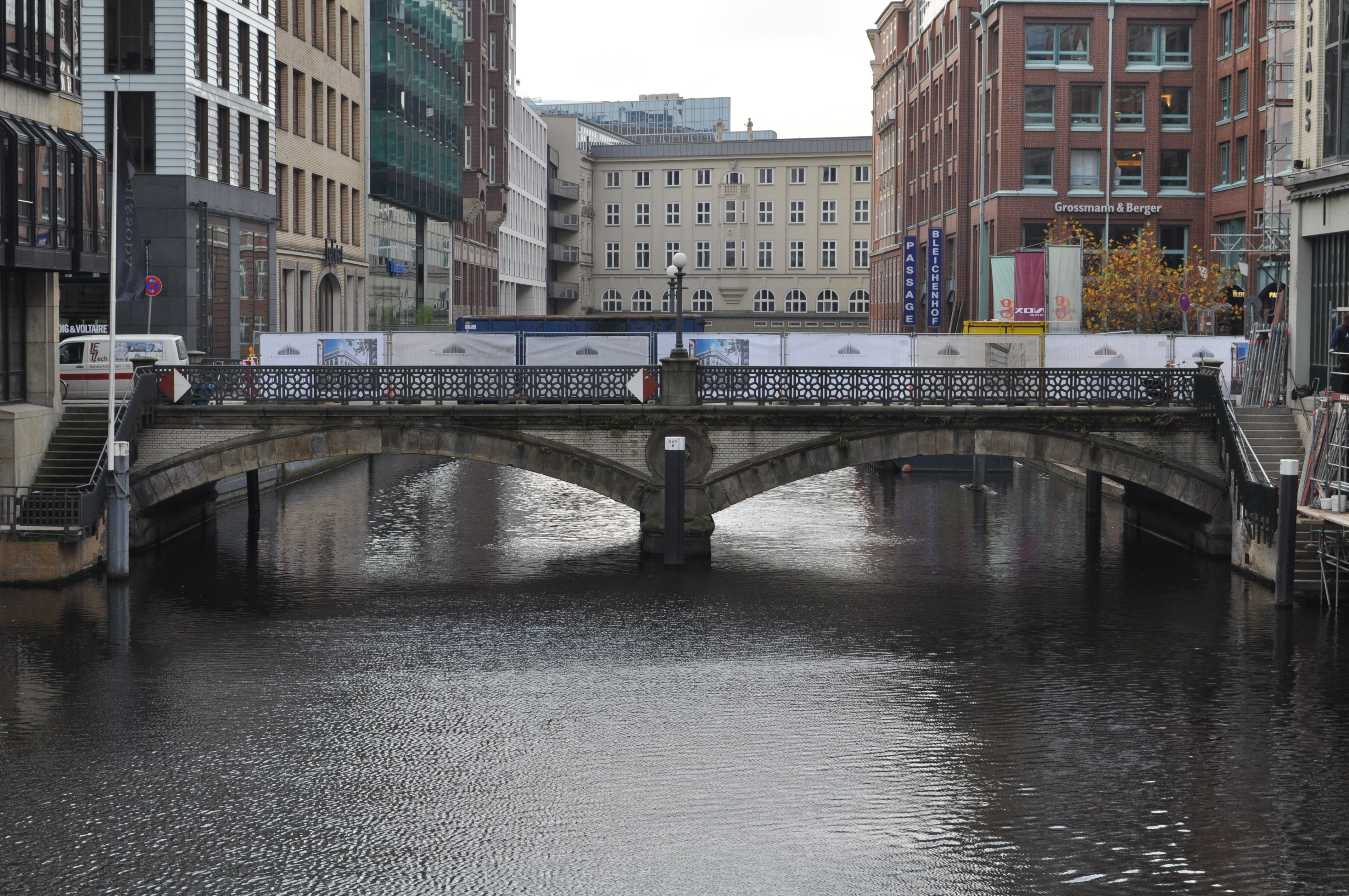
Die Bleichenbrücke in Hamburg

Die Bleichenbrücke überspannt das Bleichenfleet in Hamburg-Neustadt und ist die Bezeichnung der Straße, die über diese Brücke führt. Die Brücke steht unter Denkmalschutz.

## Beschreibung und Geschichte
Die Brücke hat zwei Segmentbogengewölbe mit einer Weite von jeweils 13,2 Metern. Sie ist aus Verblendmauerwerk und Natursteinen erbaut und hat filigrane Gusseisengeländer.
An dieser Stelle überspannte in Verlängerung der Scheelengangsbrücke seit 1718 eine Fußgängerbrücke das Bleichenfleet.
Die Brücke wurde nach dem Großen Brand von 1842 in den Jahren 1844 und 1845 nach Plänen von Johann Hermann Maack errichtet. An der Bleichenbrücke befand sich von 1982 bis 1992 das unterirdische Bierdorf Posemuckel. Das Posemuckel bestand aus 13 Bierschänken, in denen Discomusik, meist Italo Disco, gespielt wurde.